# Proliferationstherapie
Die Proliferationstherapie (auch bekannt als Sklerosierungstherapie oder Prolotherapie, englisch: stimulated ligament repair (SLR)) ist ein alternativmedizinisches Verfahren aus dem Bereich der Neuraltherapien, bei dem reizende Substanzen („Proliferantien“) wie z. B. konzentrierte Zuckerlösung unter die Haut gespritzt werden, um Heilungsprozesse des Bindegewebes zu fördern. Erste Veröffentlichungen stammen aus den 1930er Jahren.
Es gibt nur wenig wissenschaftliche Belege mit limitierter Aussagekraft für die Wirksamkeit des Verfahrens bei einzelnen schmerzhaften Erkrankungen des Bewegungsapparates, z. B. beim Tennisellbogen oder der Achillessehnenentzündung. Bei chronischen Rückenschmerzen gibt es vermutlich keinen Nutzen. Eine Wirksamkeit bei Kniearthrose ist aufgrund der geringen Aussagekraft methodisch schlecht durchgeführter Studien nicht gezeigt. Die Injektionen sind nicht völlig gefahrlos. Breite Anerkennung hat die Methode nicht erreicht.

## Wirkmechanismus
Von Anwendern aus der Alternativmedizin wird postuliert, dass überlastete kollagenöse Bänder in überbeweglichen Gelenken und Wirbelsäulenabschnitten schmerzhafte Ausstrahlungen verursachen (referred pain nach Hackett). Die überbeweglichen Abschnitte sollen auch zu Blockierungen neigen. Die Proliferationstherapie soll die Bänder festigen und stabilisieren.

## Vorgehen
Die Lockerung eines Segmentes sollen durch den in der Proliferationstherapie erfahrenen Untersucher ertastet, das betroffene Band durch Funktionstests und Druckschmerz identifiziert werden. Röntgen- oder MRT-Untersuchungen sind gelegentlich zum Ausschluss anderer Diagnosen erforderlich. Um die Zuordnung der Schmerzen zu den betroffenen Bändern abzusichern, können zunächst schmerzstillende Testinjektionen erfolgen. Dann wird die eigentliche Therapielösung, z. B. konzentrierte
Traubenzuckerlösung (Glucose 40 %) zusammen mit einem Lokalanästhetikum (z. B. Mepivacain) in oder an alle Bänder des überbeweglichen Segmentes gespritzt. Im Abstand von einer bis zwei Wochen werden insgesamt etwa drei Behandlungen durchgeführt.
Vor und nach den Proliferationsspritzen sollen nach Ansicht der Anwender dieser Methode keine Schmerzmittel eingenommen werden, weil diese den erwünschten Reiz aufheben würden. Während der Behandlungsserie soll der Patient krankengymnastisch zwar begleitet werden, aber ohne mobilisierende (segmental lockernde) Übungen. Verkrampfte und verspannte Muskeln dürfen entspannt werden, die Wirbel sollen nicht bewegt werden.